# 118401 LINEAR
LINEAR (asteroide 118401) é um asteroide da cintura principal, a 2,58080304 UA. Possui uma excentricidade de 0,19245495 e um período orbital de 2 086,79 dias (5,72 anos).
LINEAR tem uma velocidade orbital média de 16,66090905 km/s e uma inclinação de 0,23790633º.
Este asteroide foi descoberto em 7 de Setembro de 1999 por LINEAR.